# Mons Tai
Mons Tai – góra na niewidocznej stronie Księżyca, wewnątrz krateru Von Kármán. Jest to wzniesienie centralne tego krateru. Jej nazwa, nadana 4 marca 2019 roku, pochodzi od góry Tai Shan, jednej z pięcu świętych gór taoizmu w Chinach. Jej średnica to 24 km. Nazwa została nadana w związku z misją Chang’e 4, której lądownik osiadł w obrębie tego krateru.